# Le Pin (Jura)
Le Pin é uma comuna francesa na região administrativa de Borgonha-Franco-Condado, no departamento de Jura. Estende-se por uma área de 2,82 km². Em 2010 a comuna tinha 254 habitantes (densidade: 90,1 hab./km²).